# B. J. Callaghan
Brian Joseph Callaghan II (Ventnor City, Nueva Jersey, 1 de julio de 1981), conocido simplemente como B. J. Callaghan, es un director técnico estadounidense. Actualmente dirige al Nashville SC de la Major League Soccer.
Criado en Ventnor City, Nueva Jersey, Callaghan jugó fútbol de preparación en la Holy Spirit High School.

## Trayectoria
Callaghan jugó a nivel universitario en el Ursinus College, logrando 250 salvamentos en su carrera, cuarto en la historia de la escuela al final de su última temporada. Se graduó de la escuela en 2003 con una licenciatura en economía y administración de empresas. Luego entrenó en su alma materr y a nivel de club antes de unirse al personal del Saint Joseph's y luego del Villanova, donde su abuelo, Jack Craft, se había desempeñado como entrenador en jefe de baloncesto masculino en las décadas de 1960 y 1970 y dirigió a los Wildcats. al juego del campeonato nacional de 1971. De 2005 a 2010, Callaghan se desempeñó como entrenador asistente con los Wildcats antes de ser ascendido a entrenador en jefe asociado en 2010.
Mientras estaba en Villanova, Callaghan conoció a Jim Curtin, un destacado jugador de los Wildcats entre 1997 y 2000 que se desempeñaba como asistente voluntario. Luego de la eventual contratación de Curtin por parte del Philadelphia Union como miembro del personal de la academia del club, Callaghan se incorporó en 2012 mientras continuaba sirviendo en el Villanova. Dejó el Villanova para convertirse en miembro de tiempo completo del Union en 2013 luego de la promoción de Curtin al primer equipo como entrenador asistente, y luego fue una de las primeras contrataciones de Curtin luego del nombramiento de este último como entrenador interino y luego como entrenador permanente después el despido de John Hackworth.
Callaghan permaneció con el Union hasta 2018, antes de unirse a la selección de fútbol de los Estados Unidos como segundo entrenador y analista de estrategia bajo la dirección de Gregg Berhalter en enero de 2019. Después de que el contrato de Berhalter expiró a fines de 2022, Callaghan se quedó en el programa después de que Anthony Hudson ascendió de auxiliar a entrenador en jefe interino.
El 30 de mayo de 2023, la Federación de Fútbol de los Estados Unidos anunció que Callaghan sucedería a Hudson como entrenador en jefe de la selección nacional masculina, luego de la partida de Hudson por otras oportunidades de trabajo. Callaghan permanecerá en el cargo durante la Liga de Naciones de la Concacaf 2022-23 y la Copa de Oro de la Concacaf 2023 mientras continúa la búsqueda de un entrenador permanente.
En julio de 2024, fue oficializado como entrenador del Nashville SC.

## Estadísticas como entrenador

#### Clubes
| Equipo                      | Div.       | Temporada  | Liga | Liga | Liga | Liga | Liga |    | Copa | Copa | Copa | Copa |   | Internacional | Internacional | Internacional | Internacional | Internacional |   | Otros | Otros | Otros | Otros |    | Totales     | Totales | Totales | Totales | Totales | Totales | Totales | Totales |
| Equipo                      | Div.       | Temporada  | PD   | G    | E    | P    | Pos. | PD | G    | E    | P    | PD   | G | E             | P             | Pos.          | PD            | G             | E | P     | PD    | G     | E     | P  | Rendimiento | GF      | GC      | Dif.    |         |         |         |         |
| --------------------------- | ---------- | ---------- | ---- | ---- | ---- | ---- | ---- | -- | ---- | ---- | ---- | ---- | - | ------------- | ------------- | ------------- | ------------- | ------------- | - | ----- | ----- | ----- | ----- | -- | ----------- | ------- | ------- | ------- | ------- | ------- | ------- | ------- |
| Nashville SC Estados Unidos | 1.ª        | 2024       | 9    | 3    | 1    | 5    | 25.º | -  | -    | -    | -    | 2    | 0 | 1             | 1             | FG            | -             | -             | - | -     | 11    | 3     | 2     | 6  | 33.33%      | 13      | 18      | -5      |         |         |         |         |
| Nashville SC Estados Unidos | 1.ª        | 2025       | 27   | 14   | 5    | 8    | -    | 3  | 3    | 0    | 0    | 0    | 0 | 0             | 0             | -             | -             | -             | - | -     | 30    | 17    | 5     | 8  | 62.23%      | 53      | 35      | +18     |         |         |         |         |
| Total club                  | Total club | Total club | 36   | 17   | 6    | 13   | -    | 3  | 3    | 0    | 0    | 2    | 0 | 1             | 1             | -             | -             | -             | - | -     | 41    | 20    | 7     | 14 | 54.47%      | 66      | 53      | +13     |         |         |         |         |
| 1. 2.                       |            |            |      |      |      |      |      |    |      |      |      |      |   |               |               |               |               |               |   |       |       |       |       |    |             |         |         |         |         |         |         |         |

#### Selección
| Estados Unidos      | 2022-23             | 7  | 4  | 3 | 0  | 1.º | - | - | - | - | - | - | - | - | - | - | - | - | - | 7  | 4  | 3  | 0  | 71.43% | 21 | 4  | +17 |
| Total selección     | Total selección     | 7  | 4  | 3 | 0  | -   | - | - | - | - | - | - | - | - | - | - | - | - | - | 7  | 4  | 3  | 0  | 71.43% | 21 | 4  | +17 |
| Total en su carrera | Total en su carrera | 43 | 21 | 9 | 13 | -   | 3 | 3 | 0 | 0 | 2 | 0 | 1 | 1 | - | - | - | - | - | 48 | 24 | 10 | 14 | 56.94% | 87 | 57 | +30 |

#### Resumen por competiciones
| Competición               | Partidos | Ganados | Empatados | Perdidos | %      | Resultado      |
| Clubes                    | Clubes   | Clubes  | Clubes    | Clubes   | Clubes | Clubes         |
| ------------------------- | -------- | ------- | --------- | -------- | ------ | -------------- |
| MLS                       | 36       | 17      | 6         | 13       | 52.78% | 25.º lugar     |
| MLS Cup                   | 0        | 0       | 0         | 0        | 0%     | En disputa     |
| US Open Cup               | 3        | 3       | 0         | 0        | 100%   | En disputa     |
| Leagues Cup               | 2        | 0       | 1         | 1        | 16.67% | Fase de grupos |
| Total clubes              | 41       | 20      | 7         | 14       | 54.47% | Sin Títulos    |
| Selección                 |          |         |           |          |        |                |
| Liga de Naciones Concacaf | 2        | 2       | 0         | 0        | 100%   | Campeón        |
| Copa de Oro               | 5        | 2       | 3         | 0        | 60%    | Semifinales    |
| Total selecciones         | 7        | 4       | 3         | 0        | 71.43% | 1 Título       |
| Total en su carrera       | 48       | 24      | 10        | 14       | 56.94% | 1 Título       |

## Palmarés

### Como entrenador

#### Campeonatos internacionales
| Título                    | Selección                   | Sede      | Año     |
| ------------------------- | --------------------------- | --------- | ------- |
| Liga de Naciones Concacaf | Selección de Estados Unidos | Las Vegas | 2022-23 |